# Déclarations alliées de Berlin
Les déclarations alliées de Berlin sont un ensemble de quatre documents publiés à Berlin le 5 juin 1945, par lesquels les quatre puissances alliées, vainqueurs du Troisième Reich, définissent le régime d'occupation auquel l'Allemagne est soumise. Ces déclarations font suite à la capitulation sans conditions de l'Allemagne signée une première fois le 7 mai 1945 à Reims et une deuxième fois le lendemain à Berlin, qui met fin aux hostilités. Les dispositions figurant dans ces documents sont complétées par le protocole d'accord publié le 2 août 1945 à l'issue de la conférence de Potsdam.

## Contexte historique

Les quatre zones d’occupation de l’Allemagne.

Les quatre secteurs d’occupation de Berlin.

Réunis à Moscou fin octobre 1943, les ministres des Affaires étrangères du Royaume-Uni, des États-Unis et de l’Union soviétique décident de créer la « Commission consultative européenne » (EAC), chargée de préparer la capitulation et l'occupation de l'Allemagne. Installée à Londres, l'EAC trouve un accord le 12 septembre 1944 sur la création de zones d'occupation qui stipule que « l’Allemagne, à l’intérieur de ses frontières telles que celles-ci existaient au 31 décembre 1937, sera divisée pour les besoins de l’occupation en trois zones, une de ces zones étant attribuée à chacune des trois Puissances, et en une zone spéciale pour Berlin qui sera occupée conjointement par les trois Puissances ». Puis, le 14 novembre 1944, l'EAC valide un document qui définit la gouvernance de leur occupation conjointe en instaurant un « Conseil de contrôle allié » (CCA) formé des Commandants en chef de chacune des trois zones d'occupation pour les affaires concernant l'Allemagne dans son ensemble, au sein duquel les décisions seront prises à l'unanimité.
Lors de la conférence de Yalta en février 1945, Winston Churchill, Franklin Roosevelt et Joseph Staline aménagent ces accords en attribuant à la France une zone d'occupation en Allemagne et un secteur à Berlin, constitués à partir des zones initiales britannique et américaine, et en invitant la France à devenir membre du Conseil de Contrôle Allié.
La capitulation militaire sans condition des forces armées allemandes intervient en deux temps, le 7 et le 8 mai 1945. Les deux actes de capitulation sont signés par le Haut Commandement des forces armées allemandes. Ils ne font pas mention des autorités gouvernementales allemandes et ne font pas état des dispositions relatives à l'occupation de l'Allemagne sur lesquelles les Alliés se sont mis d'accord.
Afin de combler ce vide juridique, les Alliés publient le 5 juin 1945 quatre déclarations, préparées par l'EAC, qui complètent les termes de la reddition des forces armées allemandes et définissent les principes et modalités essentielles de l'occupation de l'Allemagne. Elles sont signées dans la capitale allemande par les commandants en chef des forces armées alliées d'occupation, le général Eisenhower, le maréchal Montgomery, le maréchal Joukov et le général de Lattre de Tassigny, agissant au nom des gouvernements des États-Unis, du Royaume-Uni, de l'Union soviétique et du Gouvernement provisoire de la République française.
Alors que les premières tensions se font déjà sentir entre les Alliés, du 17 juillet au 2 août 1945, la conférence de Potsdam, à laquelle la France n'est pas invitée, fixe le cadre de leurs relations d'après-guerre. Les Alliés définissent un ensemble de « principes politiques et économiques qui gouverneront le traitement de l'Allemagne durant la période initiale de contrôle » et s'accordent sur la démilitarisation, la dénazification, la décartellisation et la démocratisation du pays. Ces principes reprennent très largement les dispositions figurant dans les déclarations du 5 juin, et les complètent dans une perspective à plus long terme d'occupation de l'Allemagne. Les Alliés renoncent définitivement au démembrement de l'Allemagne et établissent un « Conseil des ministres des Affaires étrangères » (CMAE) pour préparer les règlements de paix définitifs.
Le 30 août 1945, la première réunion officielle du Conseil de contrôle allié (CCA) réunit à Berlin Montgomery pour la Grande-Bretagne, Koenig, qui a succédé à de Lattre à la tête de l'armée d'occupation, pour la France, Joukov pour l'Union soviétique et Eisenhower pour les États-Unis.

## Déclaration alliée concernant la défaite de l'Allemagne
La première des quatre déclarations concerne la défaite de l'Allemagne et la prise de l'autorité suprême par les « Quatre Puissances ». Elle comporte un préambule et quinze articles.

### Préambule
Le préambule rappelle en premier lieu la défaite complète des forces armées allemandes et leur reddition sans condition et poursuit en affirmant que « l’Allemagne, qui porte la responsabilité de la guerre, n’est plus capable de résister à la volonté des puissances victorieuses ». Puis, le préambule stipule que les quatre puissances alliées exercent « l'autorité suprême en Allemagne y compris tous les pouvoirs détenus par le gouvernement allemand, par le haut commandement allemand et par tout gouvernement ou autorité de niveau régional, municipal ou local ».
Le préambule précise que la prise de l'autorité suprême par les Alliés n'a pas pour effet d'annexer l'Allemagne et que ceux-ci détermineront ultérieurement les frontières de l'Allemagne, en tout ou en partie, et le statut de l'Allemagne ou de toute région faisant actuellement partie du territoire allemand ».

### Articles 1 à 11
Les onze premiers articles précisent les modalités à court terme, essentiellement militaires, d'exécution de la reddition allemande.
L'article 2 prévoit le désarmement complet de toutes les forces armées allemandes dont tous les personnels peuvent être considérés comme prisonniers de guerre, à la discrétion des forces alliées. Les articles 3 et 4 interdisent tout mouvement aérien ou naval. L'article 6 intime aux autorités allemandes de remettre aux alliés tous les prisonniers de guerre qu'elles détiennent et plus généralement toute personne des Nations unies privées de liberté. L'article 9 interdit toute émission de radio et toute utilisation de moyens de télécommunication tant que les alliés n'en ont pas pris le contrôle.
L'article 11 stipule que « les principaux dirigeants nazis (...) et toutes les personnes (...) soupçonnées d'avoir commis, ordonné ou encouragé des crimes de guerre ou des infractions analogues, seront appréhendés et remis aux représentants alliés ».

### Articles 12 et 13
Les articles 12 et 13 concernent des dispositions beaucoup plus structurantes pour l'avenir de l'Allemagne.
L'article 12 donne aux alliés le droit d'installer partout où ils le souhaitent en Allemagne des forces militaires et des administrations civiles.
L'article 13 (a) stipule que « dans l’exercice de leur autorité suprême à l’égard de l’Allemagne, les quatre gouvernements [alliés] prendront les mesures qu'ils estiment indispensables à la paix future et à la sécurité, notamment de désarmement complet et de démilitarisation de l'Allemagne ». Ces termes sont repris mot pour mot du protocole de la conférence de Yalta, au mot près de démembrement qui y figure mais est absent du texte des déclarations du 5 juin.
L'article 13 (b) impose à l'Allemagne une soumission complète aux Alliés, :

« Les représentants alliés imposeront à l'Allemagne toutes exigences d'ordre politique, administratif, économique, financier, militaire et autres qu'appelle sa défaite complète. Les représentants alliés ou les personnes et organismes dûment qualifiés pour agir en leur nom promulgueront les ordres, proclamations, ordonnances et instructions destinés à spécifier ces exigences additionnelles et à donner effet aux autres dispositions de la
présente déclaration. Toutes les autorités allemandes et le peuple allemand exécuteront sans condition les exigences des représentants alliés et se conformeront totalement à tous ces ordres, proclamations, ordonnances et instructions. »

## Autres déclarations
Les trois autres déclarations concernent respectivement les consultations avec les gouvernements des autres Nations unies, les zones d'occupation en Allemagne et les organismes de contrôle,.
Dans la seconde déclaration du 5 juin, les gouvernements des Quatre Puissances rappellent qu'ils assument dorénavant l'autorité suprême en Allemagne et annoncent « qu'il est dans leur intention de consulter les gouvernements des autres Nations unies en ce qui concerne l'exercice de cette autorité ». Cette déclaration est publiée au moment où se tient depuis le 25 avril et jusqu'au 26 juin 1945 la conférence de San Francisco à l'issue de laquelle est signée la Charte des Nations unies qui fonde l'Organisation des Nations unies (ONU).
La troisième déclaration ramène l'Allemagne à ses frontières du 31 décembre 1937, c'est-à-dire à celles d'avant les annexions effectuées par le Troisième Reich en commençant par celle de l'Autriche lors de l'Anschluss le 13 mars 1938. Il n'est pas fait mention dans cette déclaration de la nouvelle frontière entre l'Allemagne et la Pologne, le long de la ligne Oder-Neisse qui réduit la superficie de l'Allemagne de 25 % par rapport à 1937. Le texte de cette déclaration définit de façon très globale les quatre zones d'occupation en Allemagne, chacune placée sous l'autorité d'une des Quatre puissances, ainsi que le découpage du Grand Berlin également en quatre secteurs, chacun placé sous la responsabilité d'un Commandant et dont l'administration inter-alliée doit être assurée par une « Kommandatura » les réunissant.
La quatrième déclaration, en huit points, crée les organismes d'exercice de l'autorité suprême des Alliés et en définit la composition et les règles générales de fonctionnement. Le premier de ces organismes est le Conseil de contrôle allié (CCA), :

« Pendant la période au cours de laquelle l'Allemagne exécutera les exigences fondamentales de la capitulation sans conditions, l'autorité suprême sera exercée, sur instructions de leur gouvernement, par les Commandants en chef français, américain, britannique et soviétique, chacun dans sa propre zone d'occupation, et aussi conjointement pour les questions intéressant l'ensemble de l'Allemagne. Les quatre commandants en chef, agissant ensemble en corps constitué, formeront le Conseil de contrôle. Chacun d'eux est assisté d'un conseiller pour tout ce qui concerne les affaires politiques. »

Le CCA a une mission politique, législative et administrative. Ses décisions doivent être adoptées à l'unanimité. Il assure « l'uniformité d'action appropriée entre les Commandants en chef dans leurs zones respectives d'occupation et prend des décisions communes sur les principales questions intéressant l'ensemble de l'Allemagne ».
Sous l'autorité du CCA, un Comité permanent de coordination est créé, composé d'un représentant de chaque Commandant en chef, ainsi qu'un État-major de contrôle comprenant douze divisions (armée de terre, marine, air, transports, politique, économique, financière, réparations et restitutions, affaires intérieures, juridique, prisonniers de guerre et personnes déplacées, travail et main-d'œuvre). Leur rôle est de « donner des avis au Conseil de contrôle, exécuter les décisions du Conseil et les transmettre aux organismes allemands appropriés, surveiller et contrôler au jour le jour les activités de ces derniers ».